# Sebastián Schindel
Sebastián Schindel (Buenos Aires; 1975) es un director, productor, guionista, director de fotografía y montador argentino. Estudió filosofía en la Universidad de Buenos Aires y cine en la Escuela Nacional de Experimentación y Realización Cinematográfica (ENERC). Es profesor de cine documental en la ENERC y en la Universidad Nacional de General San Martín.

## Filmografía

### Cine
| Año  | Película                            | Director | Guionista | Productor | Otros | Notas           |
| ---- | ----------------------------------- | -------- | --------- | --------- | ----- | --------------- |
| 2001 | Rerum Novarum                       | Sí       | Sí        | No        | Sí    | Cámara, montaje |
| 2006 | Que sea rock                        | Sí       | Sí        | No        | Sí    | Cámara          |
| 2008 | Mundo alas                          | Sí       | Sí        | No        | No    |                 |
| 2012 | El rascacielos latino               | Sí       | Sí        | Sí        | No    |                 |
| 2014 | El patrón: radiografía de un crimen | Sí       | Sí        | Sí        | Sí    | Montaje         |
| 2019 | El hijo                             | Sí       | No        | No        | No    |                 |
| 2020 | Crímenes de familia                 | Sí       | Sí        | Sí        | No    |                 |
| 2022 | La ira de Dios                      | Sí       | Sí        | No        | No    |                 |
| 2022 | Miénteme                            | Sí       | Sí        | Sí        | No    |                 |
| 2025 | Una muerte silenciosa               | Sí       | No        | No        | No    |                 |

### Cortometrajes
| Año  | Título        | Notas        |
| ---- | ------------- | ------------ |
| 2004 | Cuba plástica | Mediometraje |
| 2005 | Germán        | Mediometraje |